# Râul Paltinu, Rândibou
Râul Paltinu este unul din brațele care formează râului Rândibou. 